# Ženski fudbalski klub LASK
Lo Ženski fudbalski klub LASK, citato anche con la forma abbreviata ŽFK LASK (in serbo ЖФК ЛACK?), fu una società di calcio femminile serba con sede a Lazarevac. La squadra disputò la Prva ženska liga, l'allora denominazione del livello di vertice del campionato serbo.
La squadra ha iniziato a giocare nel 2003 e ha avuto la sua prima stagione nella massima serie nel 2006-07 raggiungendo un 9º posto su 10 squadre. Dopo di che la squadra ha sempre finito sopra il 6º posto con il miglior risultato che è stato un terzo posto nel 2007-08.
Nel 2011 il LASK venne assorbito dalla Stella Rossa di Belgrado, trasformandolo nella sua sezione femminile.